# Mervyn Sharp Bennion

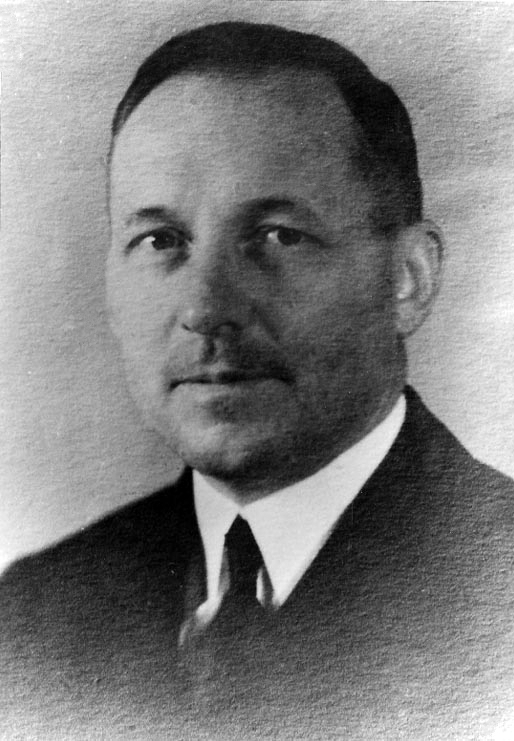
Mervyn Bennion

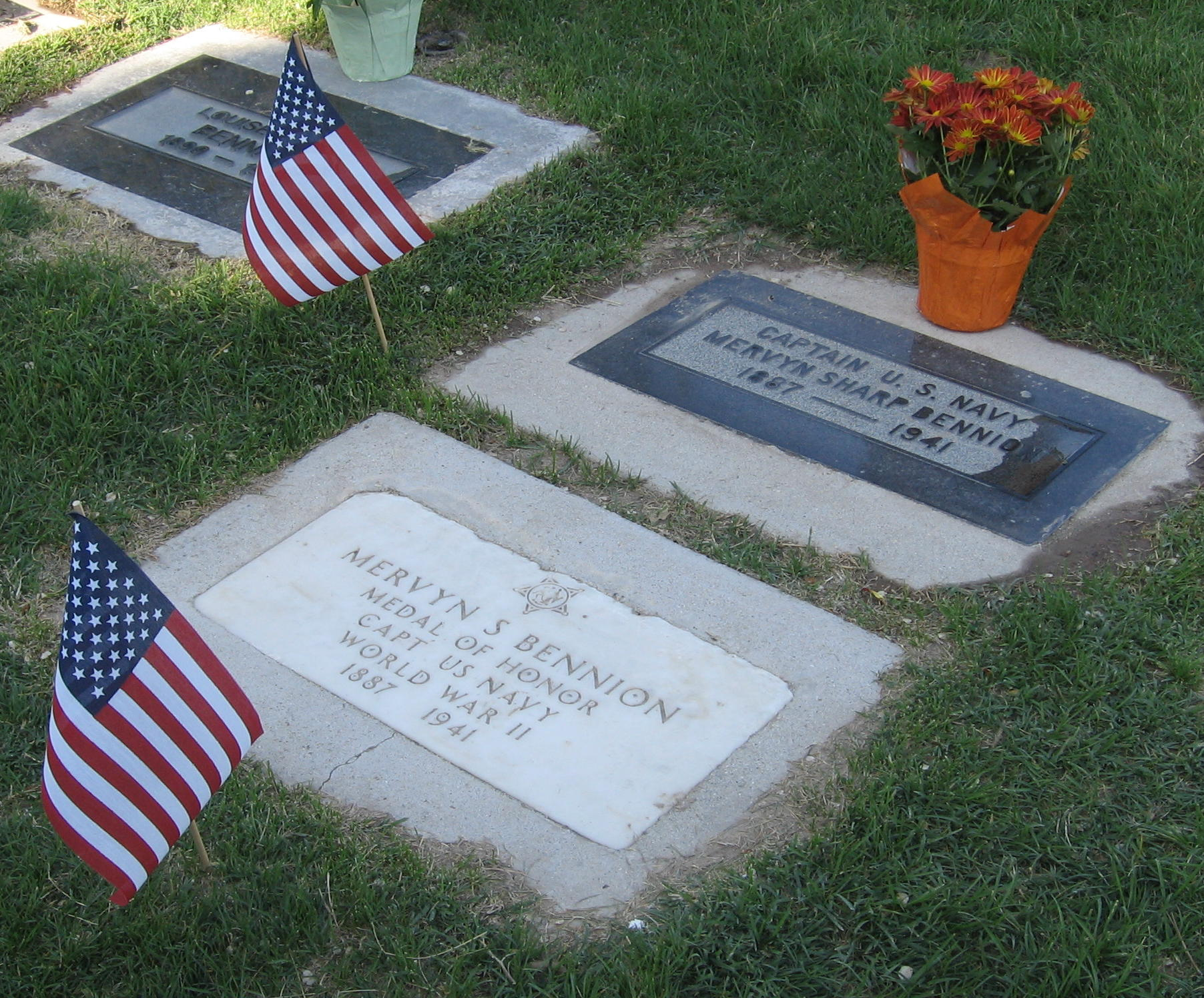
Grabmal am Salt Lake City Cemetery

Mervyn Sharp Bennion (* 5. Mai 1887 in Vernon, Utah; † 7. Dezember 1941 in Pearl Harbor, Hawaii-Territorium) war ein Offizier der United States Navy und erreichte den Rang eines Captains (deutsches Pendant: Kapitän zur See). Als kommandierender Offizier des Schlachtschiffes West Virginia fiel er während des japanischen Angriffes auf Pearl Harbor und wurde posthum mit der Medal of Honor, der höchsten Tapferkeitsauszeichnung der US-Streitkräfte, geehrt.

## Leben
Mervyn Bennion wurde als eines von neun Kindern eines Farmerehepaars mit britischen Wurzeln in Vernon, Tooele County, geboren. Bis 1906 ging er auf die Saints High School in Salt Lake City und besuchte anschließend die Marineakademie der Vereinigten Staaten in Annapolis, von wo er 1910 als drittbester Offizier seines Jahrganges ausmusterte.
Er diente anschließend auf dem Kreuzer California und wurde zum Spezialisten für Schiffsartillerie und Waffentechnik ausgebildet. Während des Ersten Weltkrieges wurde er als Batterieoffizier auf dem Schlachtschiff North Dakota eingesetzt. In den Zwischenkriegsjahren übernahm er schiffswaffentechnische Beratertätigkeiten, besuchte Werften sowie Waffenfabriken und diente in verschiedenen Funktionen auf mehreren Schiffen. Im Februar 1920 ehelichte er Louise Clark. 1925 kam ihr Sohn Mervyn Sharp Bennion junior zur Welt, der im Alter von 18 Jahren ebenfalls in die Marine eintrat.
Sein erstes eigenes Kommando erhielt er ab 1932 über den Zerstörer Bernadou, anschließend über den Zerstörer Biddle, ehe er zum Kommandanten der 1. Zerstörer-Division aufstieg, als deren Flaggschiff die Hatfield diente. Es folgten Verwendungen als Erster Offizier auf der Arizona und als Kommandant des Munitionsschiffes Nitro.
Am 2. Juli 1941 wurde ihm schließlich das Kommando über das Schlachtschiff USS West Virginia übertragen, das seit 1939 zur in Pearl Harbor liegenden Pazifikflotte gehörte.
Am 7. Dezember 1941 kam es zu einem Überraschungsangriff japanischer Luftstreitkräfte auf die vor Anker liegende Flotte. Die USS West Virginia wurde dabei von mindestens sechs Torpedos und zwei Bomben getroffen, wobei es zu Wassereinbrüchen und Bränden kam.
Captain Bennion wurde auf der Brücke vom Fragment einer Bombe getroffen, die auf der benachbarten USS Tennessee detoniert war. Er erlitt dabei lebensgefährliche Verletzungen und konnte seine Beine nicht mehr benutzen, weigerte sich jedoch energisch vom Schiff evakuiert zu werden. Nach einer notdürftigen Erstversorgung gab er weiterhin Anweisungen an die Besatzung. Diese konnte daraufhin ein Kentern des Schiffes und ein Ausbreiten der Flammen verhindern. Der Schiffskoch Doris Miller schleppte Bennion in eine geschütztere Stelle der Brücke und bekämpfte anschließend die angreifenden Flugzeuge. Captain Bennion überlebte seine Verletzungen nicht und starb noch auf der Brücke.

## Ehrungen
Er war einer von 15 Soldaten, die für ihr Verhalten während des Angriffes auf Pearl Harbor mit der Medal of Honor ausgezeichnet wurden. Zu Grabe getragen wurde er am Salt Lake City Cemetery. Ein Teil der Farragut Naval Training Station in Idaho wurde in Camp Bennion umbenannt. 1943 wurde der nach ihm benannte Zerstörer USS Bennion (DD-662) in Dienst gestellt. 1968 ehrte ihn das Naval Reserve Officer Training Corps der University of Utah, in dem es die Offiziersmesse der Midshipmans nach ihm benannte. Im Film Pearl Harbor von Michael Bay wird er von Peter Firth dargestellt.